# حادثة سليمان 2007
حادثة سليمان 2007 هو حادث عنيف وقع في 3 يناير 2007 قرب مدينة سليمان الواقعة جنوب شرق تونس العاصمة.

تواجهت فيه قوات الأمن التونسية مع مسلحين يسمون أنفسهم «جيش أسد بن الفرات» التابع للجماعة السلفية للدعوة والقتال. في البداية، قالت الحكومة أنهم مجرمون خطرين. سبق هذه الحادثة حادث آخر وقع في 23 ديسمبر 2006 ارتكبته نفس المجموعة وقد كانت المجموعة تقيم معسكرا في جبال مدينة قرمبالية القريبة من مدينة سليمان والحمامات حيث كان هدفهم تنفيذ عمليات ارهابية ليلة رأس السنة في مدينة الحمامات السياحية.

تم تقديم الواقعة في البداية على أنها قضية لصوصية كبيرة، الشيء الغير معروف والغير منتشر في البلاد، إلا أن الصحافة التونسية والدولية سرعان ما عرفت الصلة بين المجموعة والإرهاب المنسوب للمسلمين ذو الطابع السلفي والمتمركز في المغرب العربي وذلك في سياق ما بعد 11 سبتمبر، خاصة في الجارة الجزائر أين توجد المجموعة المتكونة أساسا من التونسيين والتي استطاعت الدخول لتونس.

حسب العالم السياسي الفرنسي فانسون جيسيه فإن ظهور هذا النوع من العنف ذو الطابع الإسلامي في تونس هو نتيجة إستراتيجية وسياسة القمع الممنهجة التي تقوم بها الحكومة التونسية ضد المعارضين عموما وحركة النهضة خصوصا منذ 1990.

إلى جانب تفجير جربة 2002 ضد كنيس الغريبة، فإن تونس لم تشهد في تاريخها أي هجوم إرهابي ذو طابع إسلامي. بعد الثورة التونسية في 2011، تم الإفراج عن المسجونين في هاته الحادثة بموجب العفو التشريعي العام، وانخرط جزء منهم من جديد في الحركة السلفية التونسية.

## مقالات ذات صلة
- قائمة الحوادث الإرهابية في تونس